# Shiwuliyuan
Shiwuliyuan (kinesiska: 十五里园镇, 十五里园) är en köping i Kina. Den ligger i provinsen Shandong, i den östra delen av landet, omkring 120 kilometer sydväst om provinshuvudstaden Jinan. Antalet invånare är 42271. Befolkningen består av 20 893 kvinnor och 21 378 män. Barn under 15 år utgör 17,0 %, vuxna 15-64 år 72 %, och äldre över 65 år 9,0 %.
Genomsnittlig årsnederbörd är 670 millimeter. Den regnigaste månaden är juli, med i genomsnitt 208 mm nederbörd, och den torraste är januari, med 4 mm nederbörd.